# SC甘堡爾
SC甘堡爾（SC Cambuur，荷蘭語發音：[ɛsˈseː ˈkɑmbyːr]），是一支荷蘭職業足球會，於1964年6月19日，現時於荷乙作賽。主場球場為呂伐登的甘堡爾球場，能容納一萬人。球會多數穿著黃衫藍褲。

## 球會歷史
甘堡爾成立於1964年，1992年首次贏得荷兰足球乙级联赛冠軍，首次升上荷甲作賽。兩個球季後，護級失敗降班。
1997-98年度球季，甘堡爾獲得荷乙聯賽亞軍，再次升上荷甲作賽，不過同樣在兩個球季後降班。
2008-09年度球季，甘堡爾在升班附加賽，互射12碼不敵洛達，錯失升班資格。2009-10年度球季，獲得荷乙聯賽亞軍，卻再一次與升班資格擦肩而過。
直至2012-13年度球季，甘堡爾贏得荷乙聯賽冠軍，終於再次升上荷甲。2016年，再次護級失敗降班。
儘管甘堡爾2019-20荷兰足球乙级联赛賽季排在首位，由於2019冠狀病毒病荷蘭疫情，結果，甘堡爾被剝奪了晉升到2020-21荷蘭足球甲級聯賽的資格。
甘堡爾於2020-21年度球季，再次奪得荷乙聯賽冠軍，成功升級至荷兰足球甲级联赛。
2022-23年度球季，甘堡爾在荷甲排名倒數第二，將要降回荷乙作賽。

## 球會榮譽
- 荷蘭乙組足球聯賽冠軍：1991–92、2012–13、2020–21
- 荷蘭丙級足球聯賽冠軍：1956–57、1964–65

## 著名球員
- 尼克·杜德曼（Nick Doodeman）

## 外部連結
- 官方網站 （页面存档备份，存于）